# Mälarsjukhuset

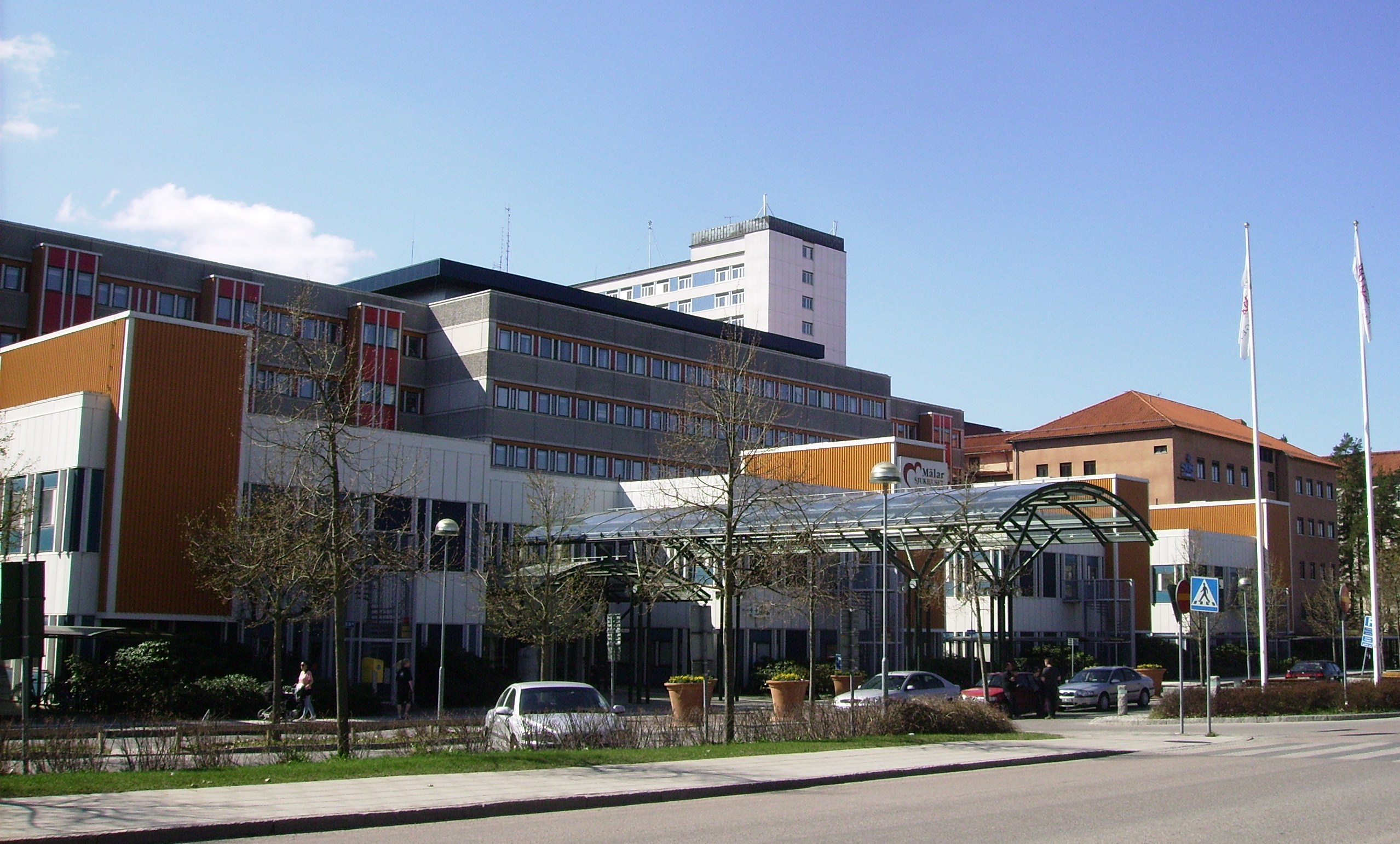
Huvudentrén till Mälarsjukhuset.

Mälarsjukhuset (intern förkortning; MSE) är det största sjukhuset i Södermanlands län och drivs av Region Sörmland. Mälarsjukhuset är beläget i östra utkanten av Eskilstuna med närhet till E20 och riksväg 53. Det är närsjukhus för Eskilstuna och Strängnäs kommuner som utgör norra länsdelen med ett befolkningsunderlag på cirka 140 000 personer. Som det största av de tre allmänna sjukhusen i länet utgör det länssjukhus. Antal anställda uppgår till cirka 3 000 personer.
Verksamheten bedrivs bland annat på 22 vårdavdelningar, BB-avdelning, intensivvårdsavdelning och hjärtintensivvårdsavdelning. Vid sjukhuset finns en ambulansstation där tre dygnsambulanser, en dagambulans och en singel responderbil bemannas i egen regi.

## Renovering och modernisering
Sedan 2016 pågår en omfattande renovering på sjukhusområdet, då vårdlokalerna som byggdes på 1960, 1970- och 1980-talet är i behov av modernisering och vårdavdelningarna behöver större lokaler. En ny vårdbyggnad, E62, som bland annat innefattar ny huvudentré, akutmottagning, BB-avdelning och operationsavdelning ska byggas på den plats där de två äldsta byggnaderna med den gamla entrén står idag, hus E17 och hus E18. Dessa två hus byggdes på 1910-talet och ska nu rivas för att ge plats åt den nya byggnaden. Rivningen av E17 påbörjades i november 2019 och i början av 2020 kommer även E18 att rivas. Bygget är försenat och beräknas nu stå färdigt tidigast år 2023.  Det har även gjorts en omfattande stamrenovering och totalrenovering av vårdbyggnad E35 som är belägen längs med Sveavägen, denna renovering blev färdig under hösten 2019.